# Classe Kronshtadt
A Classe Kronshtadt, designada oficialmente como Projeto 69, foi uma classe de cruzadores de batalha planejada pela Frota Naval Militar Soviética. Dezesseis embarcações foram originalmente concebidas, mas apenas duas tiveram suas obras iniciadas em 1939, alguns meses depois do início da Segunda Guerra Mundial: o Kronshtadt e o Sebastopol, porém nenhuma foi finalizada. A ideia da classe se originou em meados da década de 1930 para embarcações capazes de destruir cruzadores inimigos que aderiam aos limites do Tratado Naval de Washington. Vários projetos com diferentes especificações foram desenvolvidos e descartados até que uma versão foi finalmente aprovada em 1939.
Os cruzadores de batalha da Classe Kronshtadt, de acordo com o projeto original, seriam armados com uma bateria principal de nove canhões de 305 milímetros montados em três torres de artilharia triplas. Teriam um comprimento de fora a fora de 250 metros, boca de 31 metros, calado de nove metros e um deslocamento carregado de mais de 41 mil toneladas. Seus sistemas de propulsão seriam compostos por doze caldeiras a óleo combustível que alimentariam três conjuntos de turbinas a vapor, que por sua vez girariam três hélices até uma velocidade máxima de 31 nós (57 quilômetros por hora). Os navios teriam um cinturão principal de blindagem com 230 milímetros de espessura.
As indústrias de construção naval e armamentos soviéticas foram incapazes de lidar com o tamanho dos navios, com protótipos dos canhões e maquinários ainda não estando prontos dois anos depois do início das obras. Os soviéticos acabaram comprando torres de artilharia e canhões de 380 milímetros da Alemanha e alteraram o projeto da Classe Kronshtadt para acomodá-los, mas nenhuma entrega foi feita antes da invasão alemã da União Soviética em 1941. As construções dos navios foram interrompidas depois disso. Após a guerra a classe foi considerada obsoleta e houve planos de convertê-la em porta-aviões, mas os dois cascos incompletos foram desmontados entre 1947 e 1948.

## Desenvolvimento

### Projeto 69
A Classe Kronshtadt teve suas origens em um requerimento emitido em meados da década de 1930 para um cruzador grande capaz de destruir cruzadores de 10,1 mil toneladas construídos dentro dos limites impostos pelo Tratado Naval de Washington, que a União Soviética não fazia parte. Vários projetos foram apresentados até o final de 1935, mas a Frota Naval Militar Soviética não ficou satisfeita e rejeitou todos. Outro pedido foi feito no início de 1936 para um projeto de 23 mil toneladas e armado com canhões de 254 milímetros, o que acabou levando ao Projeto 22, mas este foi cancelado no meio do ano depois dos soviéticos terem iniciado negociações com Reino Unido que levaram ao Acordo Quantitativo Naval Anglo-Soviético de 1937. Neste a União Soviética concordava em seguir os termos do Segundo Tratado Naval de Londres, que limitava o deslocamento padrão de couraçados a 35,5 mil toneladas. Os soviéticos na época estavam trabalhando também em um pequeno couraçado para o Mar Báltico e Mar Negro e precisaram reduzi-lo para o tamanho do Projeto 22 como resultado dessas discussões, sendo depois cancelado. O couraçado foi redesignado Projeto 25 e encarregado de destruir cruzadores de tratado e os cruzadores pesados da Classe Deutschland alemã. O Projeto 25 foi aceitou em meados de 1937 depois de grandes revisões em seu esquema de blindagem e disposição de maquinários, com a construção de quatro navios sendo encomendada para começar no final do ano e no início de 1938. Entretanto, esta decisão ocorreu pouco antes do Grande Expurgo chegar na Frota Naval Militar em agosto de 1937 e dois dos projetistas foram presos e executados até o ano seguinte. O Projeto 25 foi rejeitado por ser considerado muito fraco diante de navios estrangeiros e todo o programa foi cancelado no início de 1938 depois de uma tentativa de modificar o projeto com canhões maiores.
A Frota Naval Militar ainda tinha necessidade para um navio rápido que pudesse lidar com cruzadores inimigos e assim o conceito original foi reavivado como o Projeto 69. Ela queria uma embarcação de até 23 mil toneladas com velocidade de 34 nós (63 quilômetros por hora) e armamento de nove canhões de 254 milímetros, mas estas especificações mostraram-se muito ambiciosas para o tamanho e este foi aumentado para 26,2 mil toneladas quando o projeto foi apresentado em junho de 1938. Entretanto, nesta altura ficaram disponíveis detalhes sobre os couraçados alemães da Classe Scharnhorst e o navio soviético foi considerado inferior. O Comitê de Defesa do Estado revisou os requerimentos para um tamanho de 31 mil toneladas, armamento de nove canhões de 305 milímetros, cinturão de blindagem de 250 milímetros e velocidade de 31 a 32 nós (57 a 59 quilômetros por hora). Um projeto revisado foi finalizado em outubro e usado em jogos de guerra contra os couraçados da Classe Scharnhorst, da Classe Kongō da Marinha Imperial Japonesa e da Classe Dunkerque da Marinha Nacional Francesa. Foi considerado superior à Classe Kongō em distâncias médias e inferior à Classe Dunkerque nas mesmas distâncias, mas de forma geral superior à Classe Scharnhorst. Todavia, é pouco provável que os soviéticos sabiam das verdadeiras especificações da Classe Kongō após modernizações e que o deslocamento da Classe Scharnhorst era na verdade mais de cinco mil toneladas a mais do que o relatado. A Administração de Construção Naval considerou que o armamento secundário de armas de 130 milímetros era muito pequeno e que as blindagens das torres de artilharia, torre de comando e antepara transversal de vante eram muito finas. Um projeto revisado de 35 mil toneladas com canhões de 152 milímetros e blindagem adicional foi apresentado em janeiro de 1939 ao Conselho de Defesa do Estado.
Isto foi aprovado e o trabalho de detalhamento de projeto começou com o conceito básico de que o navio deveria ser superior à Classe Scharnhorst e capaz de fugir dos couraçados da Classe Bismarck. A proteção horizontal foi revisada depois de testes revelarem que bombas de quinhentos quilogramas penetrariam tanto o convés superior de quarenta milímetros quanto o mediano de cinquenta. O convés mediano teve a espessura aumentada para noventa milímetros para que o convés inferior parasse estilhaços que penetrassem o convés blindado. Isto forçou o cinturão principal ser estendido para cima a fim de se encontrar com o convés blindado principal, mas ao custo de mais peso. O Comitê de Defesa aprovou o esboço em 13 de julho de 1939, mas o projeto detalhado só foi aprovado em 12 de abril de 1940, depois das construções já terem começado.

### Projeto 69-I
Logo ficou aparente que os canhões e torres de 305 milímetros estavam atrasados, assim o ditador Josef Stalin perguntou a representantes alemães em Moscou em 8 de fevereiro de 1940 se seria possível usar torres de artilharia triplas de 283 milímetros alemãs no lugar das de 305 milímetros soviéticas. Os representantes responderam que essas torres estavam fora de produção, mas que seria possível construir novas. Stalin então indagou sobre se torres duplas de 380 milímetros poderiam ser usadas, com os alemães respondendo que precisariam checar detalhes técnicos. A Krupp tinha em mãos seis torres incompletas que originalmente tinham sido encomendadas antes da Segunda Guerra Mundial para rearmar a Classe Scharnhorst, mas este projeto tinha sido cancelado após o início do conflito porque os alemães decidiram que não poderiam se dar ao luxo de tirar os couraçados de serviço. Um acordo preliminar de compra foi feito no final do mês para doze canhões e seis torres de artilharia, muito antes de qualquer estudo ter sido conduzido se tal substituição seria mesmo possível. O Comissariado de Construção Naval relatou em 17 de abril que seria sim possível, então o acordo foi finalizado em novembro com as entregas programadas para outubro de 1941 até 28 de março de 1943. A encomenda também incluía telêmetros de dez metros e holofotes de 150 centímetros.
Os soviéticos nunca receberam os dados completos necessários para mudar o projeto das barbetas e depósitos de munição, mas eles sabiam que as barbetas de 380 milímetros tinham um diâmetro maior que as de 305 milímetros e que as torres de artilharia eram mais altas. Desta forma, a barbeta da segunda torre foi elevada para ficar fora do caminho da primeira, com a altura da torre de comando também precisando ser elevada para liberar espaço para a segunda torre de artilharia. As armas antiaéreas de 37 milímetros à ré da terceira torre de artilharia também precisaram ser elevadas. As novas torres presariam de mais energia elétrica, forçando o aumento da potência dos turbogeradores para 1,3 mil quilowatts. Todas essas mudanças adicionaram mais de mil toneladas ao deslocamento. O esboço de projeto foi finalizado em 16 de outubro e designado como Projeto 69-I, mesmo os soviéticos ainda não tendo os dados para as torres e suas barbetas. Isto foi apresentado ao Comitê de Defesa do Estado em 11 de fevereiro de 1941, mas o projeto só foi ser aprovado em 10 de abril, quando foram emitidas ordens que os primeiros dois navios fossem finalizados com as armas alemãs e os restantes com os canhões originais de 305 milímetros. O projeto detalhado deveria ser completado até 15 de outubro, mas isto não ocorreu porque a Alemanha invadiu a União Soviética em junho.

## Projeto

### Características
O Projeto 69 teria 240 metros de comprimento da linha de flutuação e 250,5 metros de comprimento de fora a fora. Teria uma boca de 31,6 metros e um calado máximo de 9,45 metros. Foi projetado para ter um deslocamento padrão de 35 240 toneladas e um deslocamento carregado de 41 539 toneladas. O Projeto 69-I teria 36 240 toneladas de deslocamento padrão e 42 831 toneladas de deslocamento carregado, o que aumentaria o calado para 9,7 metros e o comprimento da linha de flutuação para 242,1 metros simplesmente porque o calado extra submergeria mais da proa e popa. A velocidade máxima permaneceria a mesma pois o calado mais fundo seria compensado por hélices de formato mais eficiente. Os navios da classe seriam equipados com dois hidroaviões KOR-2 que seriam lançados por uma catapulta localizada entre as chaminés.
O casco teria um coeficiente de bloco de 0,61, mais elevado que o 0,54 da Classe Dunkerque, o 0,52 dos cruzadores de batalha alemães da Classe O e o 0,5266 dos cruzadores de batalha norte-americanos da Classe Alaska. Isto significaria que maior potência seria necessária para alcançar até mesmo velocidades modestas. A decisão de Stalin de que a classe deveria ter três hélices aumentou a carga de cada eixo e reduziu a eficácia propulsiva, porém diminuiu o comprimento da cidadela blindada e o deslocamento. O casco seria rebitado e subdividido por 24 anteparas transversais. Armações longitudinais seriam usadas na cidadela, porém armações transversais para as estruturas à vante e à ré. A altura metacêntrica seria de 2,8 metros para o Projeto 69 e 2,58 metros para o Projeto 69-I. O diâmetro tático foi estimado em aproximadamente 1,2 quilômetros.

### Propulsão
Os maquinários ficaram dispostos em um sistema de unidades. A sala de caldeiras de vante teria oito caldeiras e seria seguida por uma sala de máquinas para as duas hélices externas. A segunda sala de caldeiras abrigaria as quatro caldeiras restantes e seria seguida por uma sala de máquinas para a hélice central. As três turbinas a vapor de redução e impulso únicos seriam de um projeto importado da alemã Brown Boveri e as mesmas que também seriam usadas nos couraçados da Classe Sovetsky Soyuz, mas a fábrica na Carcóvia que deveria construi-las nunca conseguiu finalizar uma única turbina antes da invasão alemã. Elas deveriam produzir 213 mil cavalos-vapor (156,6 mil quilowatts) de potência. Seriam alimentadas por doze caldeiras de tubos d'água 7u-bis que funcionariam a uma pressão de 37 quilogramas-força por centímetro quadrado (3 628 quilopascais) e temperatura de 380 graus Celsius. Haveria outras duas caldeiras menores que seriam usados no porto e em maquinários auxiliares. A usina de energia elétrica originalmente consistiria em quatro turbogeradores de 1,2 mil quilowatts e quatro geradores a diesel de 650 quilowatts, mas estes foram alterados para o Projeto 69-I.
A velocidade máxima foi estimada em 31 nós (57 quilômetros por hora) usando um projeto de hélice revisado, porém um nó extra poderia ser alcançado caso os os maquinários fossem forçados a funcionarem acima das especificações. A capacidade normal de combustível seria de 2 920 toneladas, o que proporcionaria uma autonomia estimada de 1,1 mil milhas náuticas (dois mil quilômetros) em velocidade máxima. A capacidade máxima de combustível seria de 5 570 toneladas, que daria uma autonomia de 8,3 mil milhas náuticas (15,4 mil quilômetros) a 14,5 nós (26,9 quilômetros por hora) ou 6,9 mil milhas náuticas (12,8 mil quilômetros) a 16,5 nós (30,6 quilômetros por hora).

### Armamento
O armamento principal originalmente consistiria em nove canhões B-50 calibre 54 de 305 milímetros montados em três torres de artilharia triplas movidas eletricamente. As torres eram baseadas no modelo MK-2 planejado para o Projeto 25. As armas poderiam abaixar até três graus negativos e elevar até 45 graus. Teriam um ângulo de recarregamento fixo em seis graus e a cadência de tiro dependeria do tempo de reposicionamento do canhão. A cadência variaria de 2,36 a 3,24 disparos por minuto dependendo da elevação. As armas poderiam ser elevadas a dez graus por segundo e as torres giradas a 5,1 graus por segundo. Cada canhão teria um carregamento de cem projéteis. Disparariam projéteis perfurantes de 470 quilogramas a uma velocidade de saída de novecentos metros por segundo, tendo um alcance máximo de 47,6 quilômetros.
Os soviéticos compraram canhões e torres de artilharia alemãs como parte do Pacto Molotov-Ribbentrop com o objetivo de rearmar os dois primeiros navios da Classe Kronshtadt. Consequentemente, sua bateria principal passaria a ser de seis canhões SK C/34 calibre 52 de 380 milímetros montados em três torres de artilharia Drh LC/34 duplas. As armas poderiam abaixar até 5,5 graus negativos e elevar até trinta graus, tendo um ângulo de recarregamento fixo em 2,5 graus. A cadência de tiro seria de 2,3 disparos por minuto. Disparariam projéteis de oitocentos quilogramas a uma velocidade de saída de 820 metros por segundo para um alcance máximo de 35,5 quilômetros.
O armamento secundário seria composto por oito canhões B-38 calibre 57 de 152 milímetros montados em quatro torres de artilharia duplas concentradas na extremidade dianteira da superestrutura. As torres de vante ficariam mais para dentro e acima das outras duas torres, o que proporcionaria bons arcos de disparo para todas. Os canhões poderiam abaixar até cinco graus negativos e elevar até 45 graus, tendo um ângulo fixo de recarregamento de oito graus. A cadência de tiro também variaria de acordo com a elevação e ficaria entre 4,8 a 7,5 disparos por minuto. As armas poderiam elevar a uma cadência de treze graus por segundo, enquanto as torres poderiam girar a seis graus por segundo. Disparariam um projétil de cinquenta quilogramas a uma velocidade de saída de 915 metros por segundo, tendo um alcance máximo de trinta quilômetros.
A defesa antiaérea pesada viria de oito canhões de duplo propósito B-34 calibre 56 de 100 milímetros em quatro torres de artilharia duplas à ré da superestrutura, com as duas torres de mais ré mais para dentro do que as de vante. As armas poderiam elevar até 85 graus e abaixar até oito graus negativos. Disparariam projéteis altamente explosivos de 15,6 quilogramas a uma velocidade de saída de novecentos metros por segundo, tendo um alcance máximo de 22,4 quilômetros e um teto de quinze quilômetros.
A defesa antiaérea leve seria de 24 canhões 70-K de 37 milímetros em seis montagens quádruplas. Dois ficariam ao lado da primeira chaminé, duas ao lado da segunda chaminé e as outras duas na linha central à ré da superestrutura, disparando por cima da terceira torre de artilharia principal. Sete montagens foram inicialmente planejadas, mas uma acima da torre de comando foi removida em 1940 em favor de um diretório para as armas de 100 milímetros quando se percebeu que os outros diretórios seriam bloqueados pela superestrutura. Os canhões disparariam projéteis de 732 gramas a uma velocidade de saída de 880 metros por segundo com alcance máximo de oito quilômetros.
Dois diretórios de controle de disparo KDP-8-III seriam usados para orientar a bateria principal. Estes teriam dois telêmetros estereoscópicos de oito metros cada, um para rastrear o alvo e outro para medir as distância de onde os projéteis cairiam na água. Dois diretórios ficariam protegidos por uma blindagem de vinte milímetros. Um dos telêmetros seria montado no alto do mastro de torre à vante e o segundo ficaria na superestrutura de ré. Dois diretórios KDP-4t-II com dois telêmetros de quatro metros cada controlariam a bateria secundária, enquanto a bateria antiaérea seria controlada por três diretórios estabilizados, cada um equipado com um telêmetro de três metros.

### Blindagem
Os navios teriam uma blindagem relativamente leve. O cinturão principal ficaria inclinado em seis graus para fora e teria 230 milímetros de espessura, se afinando na extremidade inferior. Teria cinco metros de altura, dois quais 1,6 metros deveriam ficar submersos. O cinturão teria 185 metros de comprimento e cobriria 76,8 por cento da linha de flutuação; à vante teria vinte milímetros até a proa. A antepara transversal de vante teria 330 milímetros e a de ré 275 milímetros. O convés superior teria apenas catorze milímetros de espessura e tinha a intenção de acionar os estopins dos projéteis e bombas. O convés blindado principal, que ficaria no mesmo nível na extremidade superior do cinturão, teria noventa milímetros com um convés de estilhaços de trinta milímetros abaixo, porém este se reduziria para quinze milímetros sobre o sistema antitorpedo. A proteção subaquática teria um projeto estilo norte-americano com uma protuberância e quatro anteparas longitudinais para resistirem a uma ogiva de quinhentos quilogramas de TNT. Ele cobriria 61,5 por cento do comprimento dos navios e teria uma profundidade máxima de seis metros, mas que se reduziria para quatro metros à vante e ré, onde as linhas do casco se afinariam.
As torres de artilharia principais teriam frentes e traseiras de 305 milímetros e laterais e tetos de 125 milímetros. Suas barbetas seriam protegidas por 330 milímetros. As torres da bateria secundária teriam frentes de cem milímetros com laterais e tetos de cinquenta milímetros, ficando em cima de barbetas de 75 milímetros. As montagens de duplo propósito teriam blindagem de cinquenta milímetros com barbetas de quarenta milímetros. A torre de comando teria laterais de 330 milímetros com teto de 125 milímetros e um tubo de comunicações de 230 milímetros. A ponte do almirante seria protegida com cinquenta milímetros. As montagens de 37 milímetros teriam escudos de catorze milímetros. As chaminés teriam uma blindagem de vinte milímetros por toda sua altura acima do convés, enquanto uma caixa de cinquenta milímetros protegeria os geradores de fumaça.

## Construção
A indústria de construção naval soviética e relacionadas mostraram-se incapazes de dar suporte para a construção ao mesmo tempo de quatro couraçados da Classe Sovetsky Soyuz e dois cruzadores de batalha da Classe Kronshtadt. Os maiores navios de guerra que a União Soviética tinha construído antes de 1938 eram os cruzadores pesados de oito mil toneladas da Classe Kirov, e mesmo eles tinham sofrido de vários problemas de construção, porém a liderança soviética escolheu ignorar as dificuldades industriais ao elaborarem seus planos. Os estaleiros de Leningrado e Nikolaev tinham menos da metade dos trabalhadores desejados. Aço para construção estava em escassez entre 1939 e 1940 e várias remessas foram rejeitadas porque não cumpriam as especificações. Uma tentativa em 1939 de importar 14,2 mil toneladas de aço e placas de blindagem dos Estados Unidos fracassou, provavelmente como resultado da invasão soviética da Polônia em 17 de setembro. A produção de placas de blindagem foi ainda mais problemática pois apenas 27,4 das trinta a 32 mil mil toneladas de aço esperadas foram entregues em 1940, com trinta a quarenta por cento sendo rejeitadas. Além disso, as siderúrgicas foram incapazes de produzir placas cimentadas de mais de 230 milímetros e as placas endurecidas inferiores precisaram ser substituídas por placas de duzentos milímetros de espessura.
Problemas nos maquinários provavelmente adiariam a entrega dos navios além do prazo planejado de 1943 a 1944. A fábrica de Carcóvia nunca conseguiu completar uma única turbina a vapor antes da invasão alemã em junho de 1941. Outro problema foram os canhões e torres de artilharia de 305 milímetros, pois as fábricas de armamentos estavam se concentrando nas armas de maior prioridade da Classe Sovetsky Soyuz. Nenhum protótipo de ambos os canhões foram completados antes da invasão alemã. A situação não era muito melhor para as armas menores de 152 e 100 milímetros, também incompletas na época da invasão e com todos seus programas sendo cancelados logo depois.

## Navios
Foi inicialmente planejado que o batimento de quilha dos dois primeiros navios da Classe Kronshtadt ocorresse em 1º de setembro de 1939, mas isto foi adiado em duas meses até novembro para que melhoramentos nos estaleiros pudessem ser finalizados. Um total de dezesseis embarcações foram planejadas no programa de construção de agosto de 1939, mas isto foi diminuído para apenas quatro em julho de 1940 e depois duas em outubro quando ficou extremamente claro o quão despreparados os soviéticos estavam para qualquer programa de construção naval de grande escala. A construção dos dois navios foi paralisada em 1941 pouco depois da invasão alemã.
O batimento de quilha do Kronshtadt (Кронштадт) ocorreu em 30 de novembro de 1939 no Estaleiro Nº 194 Andre Marti em Leningrado e foi estimado que estava 10,6 por cento completo em junho de 1941 quando a invasão alemã começou. Sua rampa de lançamento era muito curta para acomodar todo seu comprimento e assim a popa seria construída separadamente. Alguns dos materiais de sua construção foram usados durante o Cerco de Leningrado para reparar outros navios e instalações de defesa. Propostas foram feitas depois do fim da guerra para finalizá-lo como um porta-aviões ou como navio base para uma flotilha baleeira, mas essas ideias foram rejeitadas pelo governo e uma ordem de desmontagem foi emitida em 24 de março de 1947. A desmontagem do Kronshtadt começou pouco depois e foi finalizada no ano seguinte.
O batimento de quilha do Sebastopol (Севастополь) aconteceu em 5 de novembro de 1939 no Estaleiro Nº 200 Nomeado em Homenagem a 61 Comunistas em Nikolaev, tendo sido estimado que estava 11,6 por cento completo em 22 de junho de 1941 no início da invasão. Foi capturado pelos alemães quando estes ocuparam Nikolaev no final do mesmo ano. Os alemães pouco fizeram com o casco além de pegar alguns materiais para uso na construção de posições defensivas, com alguns aparentemente tendo sido enviados de volta para a Alemanha. A rampa de lançamento e o casco foram deliberadamente danificados com explosivos quando os alemães abandonaram a cidade em março de 1944, fazendo do Sebastopol uma perda total. Sua desmontagem também foi ordenada em 24 de março de 1947 e começou em seguida, terminando em 1948.

### Citações
1. ↑  McLaughlin 2004, pp. 100–105.
2. ↑  McLaughlin 2004, pp. 105–106.
3. ↑  McLaughlin 2004, pp. 107, 109, 112.
4. ↑  McLaughlin 2004, pp. 109, 111.
5. 1 2 3  McLaughlin 2004, p. 111.
6. 1 2  Usov & Mawdsley 1991, p. 382.
7. ↑  McLaughlin 2004, pp. 107, 112.
8. ↑  McLaughlin 2004, pp. 107, 112, 115.
9. 1 2 3  McLaughlin 2004, p. 109.
10. ↑  McLaughlin 2004, p. 107.
11. ↑  McLaughlin 2004, pp. 107–108.
12. ↑   «Russia / USSR 305 mm/55 (12") B-36 Pattern 1937 and B-50 Pattern 1940». NavWeaps. Consultado em 10 de abril de 2024
13. ↑  Campbell 1985, pp. 229–230.
14. 1 2  McLaughlin 2004, p. 108.
15. ↑  Garzke & Dulin 1980, p. 326.
16. ↑  Campbell 1985, pp. 363.
17. 1 2  McLaughlin 2004, pp. 108–109.
18. ↑  Campbell 1985, p. 367.
19. ↑  McLaughlin 2004, p. 112.
20. ↑  McLaughlin 2004, pp. 112–113.
21. ↑  McLaughlin 2004, pp. 99, 112.
22. 1 2  McLaughlin 2004, pp. 112, 114.